# Cneoranidea signatipes
Cneoranidea signatipes es un insecto coleóptero de la familia Chrysomelidae.
Fue descrita científicamente en 1942 por Chen.